# Miguel Álvarez Arévalo
Miguel Alfredo Álvarez Arévalo (Ciudad de Guatemala, 21 de abril de 1952) es un historiador, escritor y docente guatemalteco, que se desempeña como el director del Museo Nacional de Guatemala. En 1992, fue nombrado como «Cronista de la Ciudad de Guatemala».

## Biografía
Álvarez Arévalo nació en la Ciudad de Guatemala en 1952; tras los terremoto de 1976, Álvarez ayudó en el rescate del patrimonio cultural del país. En 1980, se graduó como licenciado en historia en la Universidad de San Carlos de Guatemala. Posteriormente, realizó estudios de museografía en México y una maestría en historia en la Universidad Nacional de México. En 1992, fue nombrado como «Cronista de la Ciudad de Guatemala» por la Municipalidad de la Ciudad de Guatemala.
En 2013 recibió la Orden Presidencial Orden Nacional del Patrimonio Cultural. Ha escrito más de treinta libros sobre historia, arquitectura, arte, tradiciones y cultura guatemalteca.